# 瓦拉蒂 (紐約州)
瓦拉蒂（英語：Valatie）是位於美國紐約州哥倫比亞縣的村。

## 人口
根據2020年美國人口普查的數據，瓦拉蒂的面積為3.28平方千米，當中陸地面積為3.25平方千米，而水域面積為0.03平方千米。當地共有人口1785人，而人口密度為每平方千米544人。